# Spea Engineering
Spea Engineering S.p.A. (già Spea Ingegneria Europea S.p.A.), acronimo di «Società Progettazioni Edili Autostradali», è un'azienda italiana che opera nel settore delle infrastrutture. Appartiene al gruppo Mundys.

## Storia
Nasce nel 1961 a Milano, inglobando il preesistente servizio tecnico dell'Impresa Italstrade S.p.A. con lo scopo di creare un soggetto capace di portare soluzione ai problemi inerenti alle varie fasi di costruzione delle autostrade italiane, così da soddisfare le esigenze del programma di espansione nazionale. Tale piano prevedeva il potenziamento della rete per circa 2500 chilometri tra cui la costruzione della A1 Milano - Napoli, delle autostrade liguri, della dorsale adriatica A14 Bologna - Canosa e della A16 Napoli - Canosa.
Successivamente Spea lavora alla Mestre-Vittorio Veneto, all'autostrada dei Trafori, alla A23 Udine - Tarvisio e per le altre concessionarie del gruppo finalizzando la A5 Aosta - Monte Bianco, la tangenziale di Napoli, l'adeguamento della "Napoli - Salerno" ed il raddoppio della A6 Torino - Savona. Nello stesso periodo si avviano anche gli studi progettuali per la nuova "A1 Bologna - Firenze". La Società, che diviene privata nel 1999 nell'ambito della cessione da parte dello Stato dell'intero gruppo Autostrade, procede, forte del nuovo assetto finanziario, quale protagonista nei vari interventi di rilevanza nazionale progettando, tra gli altri, gli ampliamenti a terza corsia della tratta A14 Rimini - Pedaso, della A9 Como - Lainate, della Firenze Nord - Valdarno e realizzando le nuove quarte corsie della A4 Milano - Bergamo e della A1 Modena - Bologna.